# Leopold Belar
Leopold Belar, slovenski skladatelj, * 27. oktober, 1828, Idrija, † 17. junij 1899, Ljubljana.

## Življenje in delo
Oče mu je bil rudniški paznik Matevž Belar, ki je pel tudi v cerkvi. Mati mu je bila Terezija (roj. Gregorač).
Po študiju na glavni šoli v Idriji in na pripravnici ljubljanske normalke je od 1847 kot učitelj služboval v Cerknici, 1848 v Borovnici, od 1849 v Ilirski Bistrici in od 1854 na Brezovici. Tam je deloval do 1862, ko je bil poklican na deško glavno šolo pri Sv. Jakobu v Ljubljani. Tukaj je postal leta 1873 nadučitelj in vodja II. mestne deške šole. Leta 1877 je bil imenovan za kranjskega šolskega nadzornika v Ljubljani. V pokoj je stopil 1889; ob tej priliki je bil odlikovan z zlatim križcem za zasluge in ob tej priliki imenovan tudi za ljubljanskega častnega meščana.
Glasbe se je učil od 7. do 16. leta v Idriji pri Antonu Krašnarju, kot pripravnik pa 1844–1847 v cesarsko kraljevi glasbeni šoli pri Gašparju Mašku v Ljubljani; praktično pa se je vežbal na koru frančiškanske cerkve. V vseh krajih kjer je služboval je vodil tudi cerkveno petje. 
Večinoma je komponiral slovenska in latinska cerkvena dela, ki so po melodiki blizu ljudskemu občutju, prvence je objavil Kamilo Mašek v svoji »Ceciliji« (II. zv., 1859). Zložil je dolgo vrsto skladb, priobčil pa jih ni mnogo: prve 1859, zadnje 1885. Najpopularnejša je slovenska maša: Oče večni v visokosti. Stilno je bil še zgodnji romantik z izrazito klasicistično osnovo, sicer pa je nanj vplival Gregor Rihar.